# Jacinto Gusmão

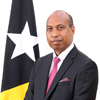
Jacinto Gusmão

Jacinto Barros Gusmão (* 25. Dezember 1974) ist ein Politiker aus Osttimor.
Am 29. September 2017 wurde Gusmão zum Vizeminister für Handel und Industrie ernannt und am 3. Oktober vereidigt. Zuvor war er Generaldirektor für Planungsmanagement, Monitoring und Evaluation beim Staatssekretariat für Beschäftigungspolitik und Berufsbildung (portugiesisch Secretaria de Estado da Formação Profissional e Emprego SEFOPE). Seine Amtszeit als Vizeminister endete mit Antritt der VIII. Regierung Osttimors am 22. Juni 2018.
Gusmão ist Exekutivsekretär der Partido Democrático.